# Emil Constantinescu
Emil Constantinescu (Tighina, Romania 1939) és un polític romanès, va ser quatre anys President de Romania des de 1996 fins a 2000. Actualment és membre del Partit Nacional Liberal (PNL).

## Infància i estudis
Constantinescu va néixer a Tighina, Romania (actual República de Moldàvia), el 19 de novembre de 1939. Va estudiar dret a la Universitat de Bucarest, i va començar a estudiar geologia.

## Inicis polítics
El 1966 deixà la geologia i entra al Partit Comunista Romanès com a Secretari de propaganda.
Després de la Revolució Romanesa de 1989 fundà una ONG anticomunista, l'Aliança Cívica Romanesa, tot i així, poc després es transformà en un partit polític. Constantinescu deixà aquest partit i el 1992 fundà la Convenció Democràtica Romanesa (Unió de PNL-CD, PNL, PNT-CD, PAR, FER i PER.) Es presentà a les eleccions presidencials romaneses del 27 de setembre i 11 d'octubre de 1992, a la primera volta obtingué 3.717.006 vots i 31,24%, com que va quedar segon, passà a la segona volta, però fou novament derrotat per Ion Iliescu, va obtenir 4.641.207 vots i 38,57%. Però Constantinescu no es rendí, i es presentà a les eleccions presidencials del 3 i 17 de novembre de 1996. Perdé la primera volta davant d'Iliescu, va obtenir 3.569.941 vots i 28,21%, però sorprenentment guanyà la segona amb 7.057.906 vots i el 54,41% dels vots, contra Iliescu que n'obtingué 5.914.579 vots i 45,59%.

## President de la República (1996-2000)
Després de vèncer les eleccions de 1996 prengué possessió del càrrec, el 29 de novembre de 1996, també nomenà a Victor Ciorbea, com a Primer Ministre. El 1997 el govern va començar una privatització de les empreses i una reforma de les estructures burocràtiques, però no els va sortir bé i l'oposició va fer fortes crítiques, això provocà la dimissió dels Ministres del PD el 2 de desembre de 1997. Després de l'abandonament de la coalició del PD, el govern de Ciorbea intentà una altra reforma de la indústria i el comerç, però això provocà que la minoria hongaresa del govern (UDMR), boicotejara la votació. Finalment Ciorbea dimití el 30 de març de 1998. Després del descontentament amb el govern, la gent va sortir al carrer i hi va haver manifestacions. Constantinescu nomenà a Radu Vasile, Primer Ministre el 17 d'abril de 1998, al Juny la UDMR abandonà de nou la coalició, i acusat de corrupció dimití el 13 de desembre de 1999. El 16 de desembre de 1999, Constantinescu nomenà a Mugur Isărescu Primer Ministre, qui va aconseguir un gran apropament amb la Unió Europea i l'OTAN, però l'oposició socialdemòcrata acusà a Isărescu de fer caure l'economia del país. Durant el mandat de Constantniescu, va aconseguir bones relacions internacionals, com les visites de Jacques Chirac (Febrer de 1997), Bill Clinton (Juliol de 1997) i Joan Pau II (Maig de 1999). El 2000 no va optar a la reelecció i la CDR es va dissoldre, deixà el càrrec el 20 de desembre de 2000 a Ion Iliescu.

## Vida postpresidencial (des del 2000)
Després de la gran victòria dels socialdemòcrates el 2000. Abandonà la política activa fins al 2001, any en què fundà Acció Popular, un nou partit Democristià i de dretes.